# Peter Trump
Peter Trump (ur. 3 grudnia 1950 we Frankenthalu) – niemiecki hokeista na trawie, złoty medalista olimpijski z Monachium.
Reprezentował barwy RFN. Brał udział w dwóch igrzyskach (IO 72, IO 76). Największy sukces w karierze odniósł w 1972 przed własną publicznością, kiedy to sięgnął po złoty medal olimpijski. Sięgnął po brąz mistrzostw świata w 1973 i 1975, był mistrzem Europy w 1978 i  wicemistrzem w 1974. Łącznie rozegrał w kadrze 213 spotkań w latach 1970-1980.